# Підозрюваний (фільм, 1944)
«Підозрюваний» (англ. «The Suspect») — американський фільм-нуар 1944 року режисера Роберта Сьодмака. У головних ролях — Чарльз Лоутон та Елла Рейнс.

## Сюжет
Дія відбувається 1902 року у Лондоні. Невдало одружений касир банку Філіп Маршалл зав'язує дружні стосунки із стенографісткою Мері Ґрей. Їхня зустрічі є виключно платонічними. Та дружина Маршалла, дізнавшись про них, підозрює чоловіка у зраді і  погрожує скандалом. Незабаром вона гине в автокатастрофі. Інспектор Скотланд-Ярду розуміє в чому справа, але нічого не може довести. Сусід Філіпа намагається шантажувати його і його також знаходять мертвим. Інспектор після цього влаштовує Маршаллу пастку.

## У ролях
- Чарльз Лоутон — Філіп Маршалл
- Елла Рейнс — Мері Ґрей
- Моллі Ламонт — Едіт Сіммонс
- Стенлі Ріджес — інспектор Хакслі
- Генрі Деніелл — Гілберт Сіммонс
- Розалінд Айвен — Кора Маршалл
- Дін Гаренс — Джон Маршалл
- Реймонд Северн — Мерідью
- Ів Амбер — Сибіл Пекер